# Tỉnh thành Việt Nam
Tỉnh và thành phố trực thuộc trung ương là cấp đơn vị hành chính cao nhất ở Việt Nam. Tính đến ngày 12 tháng 6 năm 2025, Việt Nam có 34 đơn vị hành chính cấp tỉnh, bao gồm 28 tỉnh và 6 thành phố trực thuộc trung ương.

## Chính quyền địa phương

Phân cấp hành chính Việt Nam theo Hiến pháp 2013 và Luật Tổ chức chính quyền địa phương 2015 (sửa đổi 2019)

Theo Hiến pháp 2013 và Luật tổ chức chính quyền địa phương, mỗi tỉnh thành Việt Nam đều nằm dưới sự quản lý của một Hội đồng nhân dân do dân bầu. Hội đồng nhân dân bầu ra Ủy ban nhân dân (đơn vị hành pháp của chính quyền tỉnh). Bộ máy như vậy cũng tương ứng với cấu trúc chính quyền trung ương. Các chính quyền tỉnh trực thuộc Chính phủ.
Ngày 22 tháng 11 năm 1945, Chủ tịch Hồ Chí Minh ký sắc lệnh tổ chức Hội đồng nhân dân và Ủy ban Hành chính các cấp. Sắc lệnh quy định cách thức tổ chức chính quyền dân chủ nhân dân trong cả nước. Chính quyền ở mỗi địa phương sẽ có hai cơ quan: thay mặt cho dân là Hội đồng nhân dân, do phổ thông đầu phiếu bầu ra, và vừa thay mặt cho dân, vừa đại diện cho Chính phủ là Ủy ban Hành chính, do Hội đồng nhân dân đề cử. Sắc lệnh quy định nhiệm vụ quyền hạn của Hội đồng nhân dân và Ủy ban Hành chính mỗi cấp. Từ năm 1976, Ủy ban Hành chính đổi tên là Ủy ban nhân dân.

### Hội đồng nhân dân
Mỗi Hội đồng nhân dân có thường trực Hội đồng nhân dân gồm Chủ tịch Hội đồng nhân dân và những người được ủy quyền được chọn trong những đại biểu trong Hội đồng nhân dân, thường là Phó Chủ tịch Hội đồng nhân dân. Thường trực có nhiều nhiệm vụ, trong đó có việc đại diện Hội đồng khi không có kỳ họp. Hội đồng có một số ban có những nhiệm vụ chuyên biệt. Mỗi tỉnh đều có một Ban Kinh tế và Ngân sách, một Ban Văn hóa Xã hội và một Ban Pháp chế. Nếu một tỉnh có thành phần thiểu số không phải người Việt đông thì thường tỉnh đó cũng có một Ban Dân tộc.
Người dân được quyền bầu trong các cuộc bầu cử Hội đồng nhân dân khi được 18 tuổi, và được quyền ra ứng cử khi đủ 21 tuổi. Để ứng cử, một ứng cử viên phải được Mặt trận Tổ quốc Việt Nam giới thiệu hoặc tự ứng cử. Những ứng cử viên này được bầu tại các hội nghị hiệp thương do Mặt trận Tổ quốc tổ chức. Những người tham dự hội nghị quyết định các ứng cử viên có đủ tiêu chuẩn theo Luật Tổ chức Hội đồng nhân dân và Ủy ban nhân dân hay không bằng cách giơ tay biểu quyết hoặc bầu kín. Các ứng cử viên không được hội nghị tín nhiệm sẽ không được đưa vào danh sách ứng cử. Số ứng cử viên được bầu cho mỗi huyện là từ một đến ba. Số ứng cử viên cho mỗi huyện phải nhiều hơn số ghế được bầu.

### Ủy ban nhân dân
Ủy ban nhân dân, như đã nói trên, là đơn vị hành pháp của chính quyền tỉnh, có nhiệm vụ định đoạt và thi hành các chính sách. Ủy ban được xem như là một nội các. Ủy ban nhân dân các cấp làm việc theo nguyên tắc tập thể. Chủ tịch là người đứng đầu Ủy ban nhân dân chỉ đạo chung, chịu trách nhiệm trước Hội đồng nhân dân và Ủy ban nhân dân cấp trên trực tiếp của mình. Mỗi thành viên của Ủy ban nhân dân chịu trách nhiệm cá nhân về phần công tác của mình trước Hội đồng nhân dân, Ủy ban nhân dân và Chủ tịch Ủy ban nhân dân cùng cấp. Ủy ban nhân dân có 1 Chủ tịch và ít nhất 3 Phó Chủ tịch, tối đa là 5 Phó Chủ tịch (Thành phố Hà Nội và Thành phố Hồ Chí Minh), và có từ 4 đến 7 ủy viên (tuỳ theo diện tích và số dân). Chủ tịch Ủy ban nhân dân phải là đại biểu của HĐND cùng cấp, do HĐND bầu và Thủ tướng chuẩn y. Các thành viên khác của Ủy ban nhân dân không nhất thiết phải là thành viên của HĐND. Chủ tịch Ủy ban nhân dân chịu trách nhiệm và báo cáo định kỳ trước HĐND và Thủ tướng về các hoạt động kinh tế-xã hội trong phạm vi tỉnh.

### Tòa án Nhân dân
Tòa án Nhân dân là cơ quan xét xử và tư pháp cấp tỉnh. Đứng đầu là Chánh án.

## Đảng bộ địa phương
Vì Đảng Cộng sản Việt Nam là đảng cầm quyền duy nhất ở Việt Nam nên cơ quan lãnh đạo cao nhất của mỗi địa phương là Đại hội Đại biểu Đảng bộ của địa phương đó, phân cấp địa phương của tổ chức Đảng. Đại hội Đại biểu Đảng bộ sẽ họp 5 năm 1 lần để bầu ra Ban Chấp hành Đảng bộ. Ban Chấp hành Đảng bộ Tỉnh/Thành phố trực thuộc trung ương, hay thường được gọi tắt là Tỉnh ủy/Thành ủy, là cơ quan lãnh đạo của Đảng bộ tỉnh, thành phố sở tại giữa 2 kỳ Đại hội, nhiệm kỳ 5 năm.
Sau mỗi Đại hội Đại biểu Đảng bộ, Ban Chấp hành Đảng bộ Tỉnh/Thành phố sẽ tổ chức họp Hội nghị Đảng bộ lần thứ nhất để bầu ra Ban thường vụ Tỉnh uỷ/Thành uỷ, Thường trực Tỉnh uỷ/Thành uỷ, Uỷ ban kiểm tra Tỉnh uỷ/Thành uỷ và các chức danh lãnh đạo; tất cả đều theo nhiệm kỳ của Ban Chấp hành Đảng bộ trực thuộc.
Đứng đầu Đảng bộ tỉnh/thành phố là Bí thư Tỉnh uỷ/Thành uỷ, do chính Ban Chấp hành Đảng bộ tỉnh/thành phố sở tại bầu lên, và phần lớn ở các tỉnh thành đều là Ủy viên Ban Chấp hành Trung ương Đảng Cộng sản Việt Nam. Riêng Bí thư Thành ủy Hà Nội và Bí thư Thành ủy Thành phố Hồ Chí Minh do tầm quan trọng đặc biệt của hai thành phố nên bắt buộc phải là Ủy viên Bộ Chính trị, do Bộ Chính trị điều động, bổ nhiệm mà không phải do Ban Chấp hành Đảng bộ bầu ra.

## Danh sách tỉnh thành
| STT | Tên                   | Trung tâm hành chính | Khu vực                 | Thành lập | Diện tích (km²) | Dân số (người) | Mật độ (người/km²) | Hành chính | Hành chính | Hành chính | Biển số xe        | Mã vùng ĐT |
| STT | Tên                   | Trung tâm hành chính | Khu vực                 | Thành lập | Diện tích (km²) | Dân số (người) | Mật độ (người/km²) | Phường     | Xã         | Đặc khu    | Biển số xe        | Mã vùng ĐT |
| --- | --------------------- | -------------------- | ----------------------- | --------- | --------------- | -------------- | ------------------ | ---------- | ---------- | ---------- | ----------------- | ---------- |
| 1   | Cao Bằng              | Thục Phán            | Đông Bắc Bộ             | 1499      | 6.700,39        | 573.119        | 85                 | 3          | 53         | 0          | 11                | 0206       |
| 2   | Lào Cai               | Yên Bái              | Tây Bắc Bộ              | 1907      | 13.256,92       | 1.778.785      | 134                | 10         | 89         | 0          | 21, 24            | 0214       |
| 3   | Sơn La                | Chiềng Cơi           | Tây Bắc Bộ              | 1895      | 14.108,89       | 1.404.587      | 99                 | 8          | 67         | 0          | 26                | 0212       |
| 4   | Lai Châu              | Tân Phong            | Tây Bắc Bộ              | 1909      | 9.068,73        | 512.601        | 56                 | 2          | 36         | 0          | 25                | 0213       |
| 5   | Lạng Sơn              | Lương Văn Tri        | Đông Bắc Bộ             | 1831      | 8.310,18        | 881.384        | 106                | 4          | 61         | 0          | 12                | 0205       |
| 6   | Tuyên Quang           | Minh Xuân            | Đông Bắc Bộ             | 1831      | 13.795,50       | 1.865.270      | 135                | 7          | 117        | 0          | 22, 23            | 0207       |
| 7   | Thái Nguyên           | Phan Đình Phùng      | Đông Bắc Bộ             | 1831      | 8.375,21        | 1.799.489      | 214                | 15         | 76         | 0          | 20, 97            | 0208       |
| 8   | Điện Biên             | Điện Biên Phủ        | Tây Bắc Bộ              | 2004      | 9.539,93        | 673.091        | 70                 | 3          | 42         | 0          | 27                | 0215       |
| 9   | Phú Thọ               | Việt Trì             | Đông Bắc Bộ             | 1891      | 9.361,38        | 4.022.638      | 429                | 15         | 133        | 0          | 19, 28, 88        | 0210       |
| 10  | Bắc Ninh              | Bắc Giang            | Đồng bằng sông Hồng     | 1831      | 4.718,60        | 3.619.433      | 767                | 33         | 66         | 0          | 98, 99            | 0222       |
| 11  | Hà Nội                | Hoàn Kiếm            | Đồng bằng sông Hồng     | 1010      | 3.359,84        | 8.807.523      | 2.621              | 51         | 75         | 0          | 29–33, 40         | 024        |
| 12  | Quảng Ninh            | Hạ Long              | Đồng bằng sông Hồng     | 1963      | 6.207,95        | 1.497.447      | 241                | 30         | 22         | 2          | 14                | 0203       |
| 13  | Hải Phòng             | Hồng Bàng            | Đồng bằng sông Hồng     | 1888      | 3.194,72        | 4.664.124      | 1.459              | 45         | 67         | 2          | 15, 16, 34        | 0225       |
| 14  | Hưng Yên              | Phố Hiến             | Đồng bằng sông Hồng     | 1831      | 2.514,81        | 3.567.943      | 1.418              | 11         | 93         | 0          | 17, 89            | 0221       |
| 15  | Ninh Bình             | Hoa Lư               | Đồng bằng sông Hồng     | 1831      | 3.942,62        | 4.412.264      | 1.119              | 32         | 97         | 0          | 18, 35, 90        | 0229       |
| 16  | Thanh Hóa             | Hạc Thành            | Bắc Trung Bộ            | 1029      | 11.114,71       | 4.324.783      | 389                | 19         | 147        | 0          | 36                | 0237       |
| 17  | Nghệ An               | Trường Vinh          | Bắc Trung Bộ            | 1469      | 16.486,50       | 3.831.694      | 232                | 11         | 119        | 0          | 37                | 0238       |
| 18  | Hà Tĩnh               | Thành Sen            | Bắc Trung Bộ            | 1831      | 5.994,45        | 1.622.901      | 270                | 9          | 60         | 0          | 38                | 0239       |
| 19  | Quảng Trị             | Đồng Hới             | Bắc Trung Bộ            | 1832      | 12.700          | 1.870.845      | 147                | 8          | 69         | 1          | 73, 74            | 0233       |
| 20  | Huế                   | Thuận Hóa            | Bắc Trung Bộ            | 1822      | 4.947,11        | 1.432.986      | 289                | 21         | 19         | 0          | 75                | 0234       |
| 21  | Đà Nẵng               | Hải Châu             | Nam Trung Bộ            | 1888      | 11.859,59       | 3.065.628      | 258                | 23         | 70         | 1          | 43, 92            | 0236       |
| 22  | Quảng Ngãi            | Cẩm Thành            | Nam Trung Bộ            | 1831      | 14.832,55       | 2.161.755      | 145                | 9          | 86         | 1          | 76, 82            | 0255       |
| 23  | Gia Lai               | Quy Nhơn             | Nam Trung Bộ            | 1932      | 21.576,93       | 3.583.693      | 166                | 25         | 110        | 0          | 77, 81            | 0269       |
| 24  | Đắk Lắk               | Buôn Ma Thuột        | Nam Trung Bộ            | 1904      | 18.096,40       | 3.346.853      | 184                | 14         | 88         | 0          | 47, 78            | 0262       |
| 25  | Khánh Hòa             | Nha Trang            | Nam Trung Bộ            | 1653      | 8.555,86        | 2.243.554      | 262                | 16         | 48         | 1          | 79, 85            | 0258       |
| 26  | Lâm Đồng              | Xuân Hương – Đà Lạt  | Nam Trung Bộ            | 1958      | 24.233,07       | 3.872.999      | 159                | 20         | 103        | 1          | 48, 49, 86        | 0263       |
| 27  | Tây Ninh              | Long An              | Đông Nam Bộ             | 1836      | 8.536,44        | 3.254.170      | 381                | 14         | 82         | 0          | 62, 70            | 0276       |
| 28  | Đồng Nai              | Trấn Biên            | Đông Nam Bộ             | 1802      | 12.737,18       | 4.491.408      | 352                | 23         | 72         | 0          | 39, 60, 93        | 0251       |
| 29  | Thành phố Hồ Chí Minh | Sài Gòn              | Đông Nam Bộ             | 1698      | 6.772,59        | 14.002.598     | 2.067              | 113        | 54         | 1          | 41, 50–59, 61, 72 | 028        |
| 30  | Đồng Tháp             | Mỹ Tho               | Đồng bằng sông Cửu Long | 1976      | 5.938,64        | 4.370.046      | 735                | 20         | 82         | 0          | 63, 66            | 0277       |
| 31  | An Giang              | Rạch Giá             | Đồng bằng sông Cửu Long | 1832      | 9.888,91        | 4.952.238      | 500                | 14         | 85         | 3          | 67, 68            | 0296       |
| 32  | Vĩnh Long             | Long Châu            | Đồng bằng sông Cửu Long | 1832      | 6.296,20        | 4.257.581      | 676                | 19         | 105        | 0          | 64, 71, 84        | 0270       |
| 33  | Cần Thơ               | Ninh Kiều            | Đồng bằng sông Cửu Long | 1888      | 6.360,83        | 4.199.824      | 660                | 31         | 72         | 0          | 65, 83, 95        | 0292       |
| 34  | Cà Mau                | Tân Thành            | Đồng bằng sông Cửu Long | 1955      | 7.942,39        | 2.606.672      | 328                | 9          | 55         | 0          | 69, 94            | 0290       |